# Sex (концертный тур)
Sex — концертный тур российской поп-группы «Винтаж», в поддержку их одноимённого второго студийного альбома.

## Предыстория и продвижение
После выпуска своего второго студийного альбома группа объявила о создании новой концертной программы под названием SEX. 10 октября «Винтаж» выступали в Лужниках перед матчем российской сборной по футболу со Словенией. Участники коллектива заявили, что пригласят на презентациию альбома футболистов российской сборной и посвятят им и всем поклонникам футбола одну из песен. Являясь сценаристами и режиссёрами-постановщиками, новую концертную программу они описали, как «откровенную исповедь о чувствах и желаниях, которые правят миром уже ни одно тысячелетие». 8 ноября стало известно, что шоу будет впервые представлено на презентации альбома в московском клубе Milk 14 ноября. Совместно с радиостанцией «Русское радио» был организован розыгрыш билетов на концерт. Участники группы отмечали, что специально выбрали Milk для проведения презентации: «Дело в том, что это непростой ночной клуб. Он больше похож на стадион, вместимость там около 5 тысяч. Мы искали площадку, которая будет такой большой, но с ощущением-состоянием ночного клуба». Подготовка к первому концерту заняла три месяца и как рассказывал Алексей Романоф: «Последний альбом „Секс“ мы записывали около 2 лет, а к его презентации готовились 3 месяца. Это совершенно сумасшедший этап даже не в творчестве, а в жизни. Мы поняли, что сделали что-то очень большое и правильное, и очень счастливы от этого, хоть нас и обвиняют в излишнем откровении тела и души. Но это всего лишь образ, воплощение Альтер эго на сцене».

## Выступление
На концерте-презентации в Москве было задействовано семьдесят человек, хотя в других концертах группа выступала с составом из пятнадцати танцоров. Первым номером концерта в Москве стала песня «SEX». Перед её исполнением на сцене появился струнный квартет, исполнивший интерлюдию к композиции. Посередине сцены был установлен огромный золотистый шар, на который поднялась Анна Плетнёва, одетая в тёмную накидку, которую она быстро скинула, оставшись в откровенном наряде, и начала исполнять песню. Композицию «Victoria» солистка исполняла снимая публику на видеокамеру. Также на концерте была исполнена кавер-версия песни «Я хочу быть с тобой» группы «Наутилус помпилиус». Номер сопровождал выход танцоров с канделябрами и в масках, как в «Призраке оперы». Песня «Еvа» исполнялась дуэтом с певицей Евой Польна. Завершала концерт композиция «Одиночество любви», исполненная с детским хором.

## Реакция критики

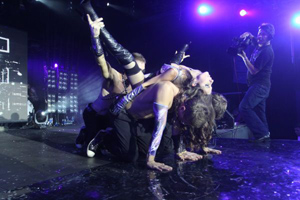
Анна Плетнёва на презентации альбома SEX, где её поведение на сцене было названо «непристойным и местами даже вульгарным».

На сайте Intermedia.ru концерт в Москве описывался, как очень откровенное мероприятие. «Всем своим выступлением Анна оправдывала название новой пластинки. И хореография, и её телодвижения в общем были предназначены, очевидно, для того, чтобы возбудить мужскую часть аудитории — она непрерывно хватала себя за причинные места, имитировала оргазмы и вообще вела себя крайне непристойно и местами даже вульгарно», — писали в издании. На сайте «Русского радио» концерт также получил неоднозначную оценку. Отмечая, что шоу-программа полностью соответствовала названию альбома, на сайте писали, что «публика была в восторге, парни буквально прилипли к сцене. Отогнать их от сцены с трудом удавалось только охранникам и операторам с камерами».
Борис Барабанов в газете «Коммерсантъ» описал концерт более сдержанно. По его мнению, в зале был не самый лучший звук и голос солистке настроили так, что он «наглухо перевесил все теоретически допустимые прелести аранжировок». «Анна Плетнева, Алексей Романоф и их коллеги по группе „Винтаж“ использовали все стандартные приемы, из которых в понимании отечественных эстрадных артистов складывается понятие „шоу“. Помимо электрических инструментов была струнная группа, в подтанцовках работали мускулистые мальчики и девочки типа стриптизерши, на экран давали яркие видеоряды», — писал критик, при этом позитивно отметив энергетику солистки группы и негативно описав последний номер концерта. Эльдар Гусейнзаде из Trend Life позитивно описывал концерт группы в Баку, сказав: «Это было яркое шоу, посмотреть которое собрался „под завязку“ весь зал. Танцпол был просто забит, и люди старались двигаться осторожно, чтобы не задеть рядом стоящего, хотя какая, к черту, осторожность. „Винтаж“ излучала такую мощную энергетику, что она будоражила изнутри, передавая сумасшедший разряд».

## Сет-лист
1. SEX
2. Victoria
3. On/Off
4. Делай мне больно
5. Девочки-лунатики
6. Fonary
7. Мама Мия
8. Всего хорошего
9. Еvа
10. Стриптиз
11. Мальчик
12. Sex Dance
13. Плохая девочка
14. Одиночество любви

## DVD
SEX — концертный DVD российской поп-группы «Винтаж» записанный в ходе презентации новой концертной программы SEX в московском клубе Milk 14 ноября 2009 года. Альбом был выпущен лейблом Velvet Music 17 ноября 2010 года и распространялся компанией CD Land. В DVD также вошли четыре клипа группы, в том числе на песни «Девочки-лунатики», «Victoria» и «Микки» (русскоязычная и англоязычная версии).

### Список композиций
| №   | Название            | Автор(ы)                                                    | Длительность |
| --- | ------------------- | ----------------------------------------------------------- | ------------ |
| 1.  | «Sex»               | Алексей Романоф, Александр Сахаров                          | 5:07         |
| 2.  | «Victoria»          | Алексей Романоф, Александр Сахаров                          | 3:56         |
| 3.  | «On/Off»            | Алексей Романоф, Александр Сахаров                          | 2:54         |
| 4.  | «Делай мне больно»  | Алексей Романоф, Александр Сахаров                          | 4:13         |
| 5.  | «Девочки-лунатики»  | Алексей Романоф, Александр Сахаров                          | 4:11         |
| 6.  | «Fonary»            | Алексей Романоф, Артур Папазян                              | 1:20         |
| 7.  | «Мама Мия»          | Алексей Романоф, Артур Папазян                              | 3:40         |
| 8.  | «Всего хорошего»    | Алексей Романоф, Александр Сахаров                          | 3:54         |
| 9.  | «Ева»               | Алексей Романоф, Александр Сахаров, Юрий Усачёв, Ева Польна | 4:11         |
| 10. | «Стриптиз»          | Алексей Романоф, Александр Сахаров                          | 3:53         |
| 11. | «Мальчик»           | Алексей Романоф, Александр Сахаров, Александр Ковалёв       | 3:48         |
| 12. | «Sex Dance»         | Алексей Романоф, Александр Сахаров                          | 2:58         |
| 13. | «Плохая девочка»    | Алексей Романоф, Александр Сахаров                          | 3:35         |
| 14. | «Одиночество любви» | Алексей Романоф, Александр Сахаров                          | 3:57         |

| №  | Название           | Автор(ы)         | Длительность |
| -- | ------------------ | ---------------- | ------------ |
| 1. | «Девочки-лунатики» | Романов, Сахаров |              |
| 2. | «Victoria»         | Романов, Сахаров |              |
| 3. | «Микки»            | Романов, Сахаров |              |
| 4. | «Mikki»            | Романов, Сахаров |              |

## Даты концертов
| Дата             | Город                    | Страна      | Площадка                        | Количество мест |
| ---------------- | ------------------------ | ----------- | ------------------------------- | --------------- |
| 2009 год         |                          |             |                                 |                 |
| 14 ноября 2009   | Москва                   | Россия      | Клуб Milk                       | 5000            |
| 20 ноября 2009   | Баку                     | Азербайджан | Клуб Face                       | —               |
| 27 ноября 2009   | Омск                     | Россия      | СК «Красная Звезда»             | 3000            |
| 28 ноября 2009   | Москва                   | Россия      | Клуб «Жажда»                    | 1500            |
| 5 декабря 2009   | Ярославль                | Россия      | Клуб «Король Королю»            | 2000            |
| 8 декабря 2009   | Бишкек                   | Киргизия    | Филармония                      | 1108            |
| 19 декабря 2009  | Павловский Посад         | Россия      | Клуб Vintage                    | 1000            |
| 26 декабря 2009  | Москва                   | Россия      | Клуб «Жажда»                    | 1500            |
| 2010 год         |                          |             |                                 |                 |
| 15 января 2010   | Москва                   | Россия      | Клуб «Сохо» «Экспоцентр»        | —               |
| 25 января 2010   | Санкт-Петербург          | Россия      | Ледовый Дворец                  | 11762           |
| 29 января 2010   | Москва                   | Россия      | Кorston                         | —               |
| 30 января 2010   | Москва                   | Россия      | РЦ «Аврора»                     | 300             |
| 31 января 2010   | Краснодар                | Россия      | Клуб People                     | 600             |
| 11 февраля 2010  | Санкт-Петербург          | Россия      | «Летний Дворец»                 | —               |
| 12 февраля 2010  | Вологда                  | Россия      | «Русский Дом»                   | 700             |
| 19 февраля 2010  | Вильнюс                  | Литва       | Forum Palace                    | 3000            |
| 19 февраля 2010  | Клайпеда                 | Литва       | Клуб Martini                    | 2000            |
| 20 февраля 2010  | Рига                     | Латвия      | LA ROCCA                        | 2000            |
| 21 февраля 2010  | Москва                   | Россия      | Клуб «Секрет»                   | —               |
| 22 февраля 2010  | Москва                   | Россия      | Клуб «Rай»                      | 1500            |
| 26 февраля 2010  | Schwabisch Hall-Sulzdorf | Германия    | Disco Club Metropol             | —               |
| 27 февраля 2010  | Дортмунд                 | Германия    | Rush Hour                       | —               |
| 27 февраля 2010  | Дюссельдорф              | Германия    | Revolution                      | —               |
| 1 марта 2010     | Тюмень                   | Россия      | Дворец Спорта                   | 3346            |
| 19 марта 2010    | Москва                   | Россия      | Клуб «Питер»                    | 300             |
| 20 марта 2010    | Москва                   | Россия      | Клуб «Фристайл»                 | —               |
| 24 марта 2010    | Кишинёв                  | Молдавия    | Национальный Дворец             | 1827            |
| 27 марта 2010    | Нефтеюганск              | Россия      | Клуб «Империя»                  | —               |
| 9 апреля 2010    | Балашиха                 | Россия      | Клуб «Завод»                    | —               |
| 19 апреля 2010   | Тель-Авив                | Израиль     | Клуб «Фабрик»                   | —               |
| 24 апреля 2010   | Москва                   | Россия      | Клуб «Инкогнито» Клуб «Глория»  | —               |
| 7 мая 2010       | Ташкент                  | Узбекистан  | Летняя площадка отеля MARKAZIY  | —               |
| 23 мая 2010      | Балашиха                 | Россия      | Дивизия им. Дзержинского        | —               |
| 24 мая 2010      | Санкт-Петербург          | Россия      | —                               | —               |
| 25 мая 2010      | Москва                   | Россия      | Клуб «Rай»                      | 1500            |
| 29 мая 2010      | Протвино                 | Россия      | —                               | —               |
| 5 июня 2010      | Пенза                    | Россия      | —                               | —               |
| 12 июня 2010     | Алматы                   | Казахстан   | Клуб SклаД                      | 5000            |
| 19 июня 2010     | Архангельск              | Россия      | —                               | —               |
| 25 июня 2010     | Набережные Челны         | Россия      | —                               | —               |
| 26 июня 2010     | Альметьевск              | Россия      | —                               | —               |
| 29 июня 2010     | Москва                   | Россия      | Ресторан «Ласточка»             | —               |
| 3 июля 2010      | Гродно                   | Беларусь    | —                               | —               |
| 4 июля 2010      | Жлобин                   | Беларусь    | —                               | —               |
| 21 августа 2010  | Рязань                   | Россия      | —                               | —               |
| 27 августа 2010  | Пермь                    | Россия      | Клуб «Ветер»                    | 1000            |
| 28 августа 2010  | Москва                   | Россия      | Soho Rooms                      | —               |
| 1 сентября 2010  | Москва                   | Россия      | Discoteque                      | —               |
| 2 сентября 2010  | Москва                   | Россия      | «Паризьен»                      | —               |
| 4 сентября 2010  | Москва                   | Россия      | Клуб «Секрет»                   | —               |
| 9 сентября 2010  | Рязань                   | Россия      | Клуб Deep                       | —               |
| 12 сентября 2010 | Москва                   | Россия      | Royal Bar                       | —               |
| 17 сентября 2010 | Москва                   | Россия      | «Гостиный Двор»                 | —               |
| 30 сентября 2010 | Москва                   | Россия      | Клуб Pacha                      | —               |
| 1 октября 2010   | Санкт-Петербург          | Россия      | «Плюшкин» «Центральная станция» | —               |
| 2 октября 2010   | Москва                   | Россия      | Клуб «Ленинград»                | —               |
| 7 октября 2010   | Москва                   | Россия      | Play House                      | —               |
| 9 октября 2010   | Серпухов                 | Россия      | —                               | —               |
| 10 октября 2010  | Нижний Новгород          | Россия      | —                               | —               |
| 25 октября 2010  | Минск                    | Беларусь    | Дворец Спорта                   | 4500            |
| 28 октября 2010  | Москва                   | Россия      | Клуб «Rай»                      | 1500            |
| 29 октября 2010  | Москва                   | Россия      | Golden Palace                   | —               |
| 13 ноября 2010   | Москва                   | Россия      | «Мезон кафе»                    | —               |
| 14 ноября 2010   | Москва                   | Россия      | «Паризьен»                      | —               |
| 27 ноября 2010   | Москва                   | Россия      | Клуб «Небеса»                   | —               |
| 28 ноября 2010   | Москва                   | Россия      | «Горбушкин Двор»                | —               |
| 10 декабря 2010  | Москва                   | Россия      | BAR NE BAR                      | —               |
| 25 декабря 2010  | Москва                   | Россия      | РЦ «Аврора»                     | 300             |
| 2011 год         |                          |             |                                 |                 |
| 28 января 2011   | Зеленоград               | Россия      | Клуб Esher                      | —               |
| 2 февраля 2011   | Москва                   | Россия      | «Джельсамино»                   | —               |
| 4 февраля 2011   | Минск                    | Беларусь    | —                               | —               |
| 5 февраля 2011   | Москва                   | Россия      | «Каста Дива»                    | —               |
| 10 февраля 2011  | Москва                   | Россия      | Клуб «Rай»                      | 1500            |
| 11 февраля 2011  | Москва                   | Россия      | «Андреас»                       | —               |
| 18 февраля 2011  | Киев                     | Украина     | De Luxe                         | —               |
| 25 февраля 2011  | Москва                   | Россия      | Kalina Cafe                     | —               |
| 11 марта 2011    | Мытищи                   | Россия      | Miraclub                        | —               |
| 13 марта 2011    | Саратов                  | Россия      | —                               | —               |
| 26 марта 2011    | Екатеринбург             | Россия      | Клуб GOLD                       | —               |
| 1 апреля 2011    | Тирасполь                | Украина     | —                               | —               |
| 7 апреля 2011    | Санкт-Петербург          | Россия      | —                               | —               |
| 9 апреля 2011    | Киев                     | Украина     | —                               | —               |
| 28 апреля 2011   | Орёл                     | Россия      | Клуб «Часы»                     | —               |
| 29 апреля 2011   | Тула                     | Россия      | Клуб «Казанова»                 | —               |
| 14 мая 2011      | Москва                   | Россия      | ЦМТ                             | —               |
| 20 мая 2011      | Огре                     | Латвия      | —                               | —               |
| 21 мая 2011      | Вена                     | Австрия     | —                               | —               |
| 28 мая 2011      | Воскресенск              | Россия      | —                               | —               |
| 12 июня 2011     | Саранск                  | Россия      | —                               | —               |
| 13 июня 2011     | Москва                   | Россия      | «Андреас»                       | —               |
| 18 июня 2011     | Нурлат                   | Россия      | —                               | —               |
| 24 июня 2011     | Нижний Новгород          | Россия      | «Калина бар»                    | —               |
| 26 августа 2011  | Москва                   | Россия      | —                               | —               |
| 27 августа 2011  | Москва                   | Россия      | «Битца»                         | —               |
| 10 сентября 2011 | Москва                   | Россия      | «Империал»                      | —               |
| 16 сентября 2011 | Минск                    | Беларусь    | Клуб DOZARI                     | —               |
| 17 сентября 2011 | Москва                   | Россия      | —                               | —               |
| 25 сентября 2011 | Краснодар                | Россия      | —                               | —               |
| 7 октября 2011   | Москва                   | Россия      | White Cafe                      | —               |
| 8 октября 2011   | Алматы                   | Казахстан   | —                               | —               |

- Примечание: концертный график не включает закрытые концерты, телевизионные и промовыступления.